# Party Animals
Party Animals (с англ. — «Тусовщики») — многопользовательская физическая файтинг/вечеринка-видеоигра, разработанная Recreate Games и изданная Source Technology. Игра была выпущена для Windows, Xbox One и Xbox Series X/S 20 сентября 2023 года.

## Геймплей
Party Animals — физический соревновательный файтинг, в котором игроки управляют различными животными, включая щенков, котят, уток, кроликов, акул, динозавров и даже единорогов. Животные могут бить, бросать, прыгать, пинать и таранить друг друга головами. Они также могут подбирать различные виды оружия. После получения определённого урона игроки временно выбывают из игры. В большинстве случаев они восстанавливаются и возвращаются в бой, если только их не выбросило за пределы карты или в различные ловушки.
Party Animals предлагает 3 режима и 23 карты. Режимы игры — Last Stand, Team Score и The Lab. В Last Stand игроки пытаются остаться последним выжившим животным, устраняя других игроков; Team Score разделяет 8 игроков на команды по 4 человека, и каждая команда соревнуется в выполнении определённой цели; The Lab также имеет 2 команды по 4 игрока, но команды вместо этого пытаются устранить другую команду, как в Last Stand.

## Персонажи
В Party Animals базовый пул состоит из 45 персонажей, из которых игроки могут выбирать. Корги по имени Немо является маскотом игры. Многие имена животных, такие как «Барби» для гориллы и «Бекон» для свиньи, вносят в игру контраст и чёрный юмор. Есть также много других персонажей, включая ящерицу Андербайт, тигра Тиагру, кошку Маккиато, выдру Отту, лося Морса, утку Гарри, аллигатора Коко, кролика Кэррота, корову Вальенте, сову Мунмун, собаку сиба-ину Хачи, единорога Юни, кота Гарфата, гуся Ллойда, хаски Макса, кота Леви, голубя Гугу, носорога Каратана, игуану Кертиса, бигля Лу, золотистого ретривера Флаффи, бультерьера Спарки, молота-акулу Хаммера, большую белую акулу Брюса, медведя Боба, летучую мышь Йурусу, кошку Кико, хаски Като, моржа Таскарра, дракона Лотуса, бульдога Санни, самоедскую собаку Сноу, коалу Колу, манула Дандана, ежа Спайка, слона Шина, сурка Гофера, вымершую птицу додо, кошку Манеки, немецкую овчарку Сэма, красную панду Фугуи и панду Фубао. В игре также есть несколько коллабораций с персонажами из других медиа, включая Ори и Нару из Ori and the Blind Forest, Капустную Собаку из Vegetable Fairies, Ягненка из Cult of the Lamb и Ом Нома из Cut the Rope.

## Разработка
Party Animals была разработана Recreate Games, игровой студией, основанной Ло Цзисюном, бывшим директором по дизайну в Smartisan. Игра была впервые анонсирована в Твиттере в сентябре 2019 года. Открытые демо-версии игры были доступны публике в июне и октябре 2020 года в течение коротких периодов времени. 1 июля 2020 года разработчики сообщили в пресс-релизе, что игра в будущем выйдет на консолях.
25 мая 2022 года разработчики выпустили обновление, в котором говорилось, что «игра все ещё находится в разработке, и целевая дата выпуска, надеюсь, будет в пределах 2022 года, с возможными задержками из-за проверки качества и соответствия требованиям».
Во время Summer Game Fest 8 июня 2023 года разработчик объявил датой выхода игры 20 сентября.

## Восприятие
| Русскоязычные издания | Русскоязычные издания |
| Издание               | Оценка                |
| --------------------- | --------------------- |
| StopGame.ru           | Похвально             |

Party Animals получила «в целом положительные» отзывы от критиков, основываясь на 16 рецензиях, перечисленных на агрегаторе рецензий Metacritic. Критики положительно отзывались о геймплее и визуальном стиле игры. На Steam пользовательские рецензии на момент запуска были «в основном негативными» из-за системы монетизации, агрессивно устанавливающей цены на скины в игре, и отсутствия офлайн-режима, что противоречило описанию игры. Разработчики ответили, что ошибочное описание игры было результатом неправильного перевода.
Во время Steam Game Festival: Autumn Edition в 2020 году тестовая версия игры достигла пика одновременных игроков в 135 834 человека, что сделало её четвёртой самой популярной игрой в Steam. Она собрала большое количество зрителей на Twitch, более 113 000 человек смотрели потоковые трансляции игрового процесса.

### Награды
Party Animals была номинирована на премии «Лучшая семейная игра» и «Лучшая многопользовательская игра» на The Game Awards 2023, получила почетное упоминание в категории «Лучший дебют» на Game Developers Choice Awards 2024 и была номинирована на премию «Лучшая многопользовательская игра» на Британской академии компьютерных игр в 2024 году.